# Гусиное Озеро (сельское поселение)
Се́льское поселе́ние «Гуси́ное О́зеро» — муниципальное образование в Селенгинском районе Бурятии Российской Федерации.
Административный центр — село Гусиное Озеро. Включает два населённых пункта.

## География
Территория поселения находится в центральной части района, охватывает юго-западную половину Гусиного озера и занимает северо-восточную часть Тамчинской равнины (нижнее течение реки Цаган-Гол, верхнее и среднее течение реки Баян-Гол), юго-восточные склоны Хамбинского хребта и юго-западную часть гряды Холбольджин и север кряжа Тойон Селенгинского среднегорья.
На северо-востоке поселение граничит с СП «Загустайское» и СП «Новоселенгинское», на востоке и юге — с СП «Селендума», на юго-западе — с СП «Темник», на западе и северо-западе — с Гусиноозёрским лесничеством, на севере — с СП «Бараты».
Через территорию СП «Гусиное Озеро» проходят южная ветка Восточно-Сибирской железной дороги Улан-Удэ — Наушки (станция Гусиное Озеро и о. п. Муртой) и, небольшим участком, региональная автодорога Р440 Гусиноозёрск — Петропавловка — Закаменск.

## Население
| 2011  | 2012  | 2013  | 2014  | 2015  | 2016  | 2017  |
| ----- | ----- | ----- | ----- | ----- | ----- | ----- |
| 3129  | ↘3053 | ↘2973 | ↘2909 | ↘2855 | ↘2792 | ↘2743 |
| 2018  | 2019  | 2020  | 2021  | 2023  | 2024  |       |
| ↘2692 | ↘2626 | ↘2564 | ↘2498 | ↘2416 | ↘2377 |       |

## Состав поселения
| № | Населённый пункт | Тип населённого пункта       | Население |
| - | ---------------- | ---------------------------- | --------- |
| 1 | Гусиное Озеро    | село, административный центр | ↘2935     |
| 2 | Цайдам           | улус                         | ↗206      |